# Villarmero
Villarmero es una localidad española del municipio de Alfoz de Quintanadueñas, en la provincia de Burgos, comunidad autónoma de Castilla y León.

## Superficie
El antiguo municipio tenía una extensión superficial de 477 hectáreas.

## Demografía
| Gráfica de evolución demográfica de Villarmero entre 1842 y 1970 |
| |
| Población de derecho según los censos de población del INE Población de hecho según los censos de población del INEEntre el censo de 1981 y el anterior, este municipio desaparece porque se agrupa en el municipio Alfoz de Quintanadueñas. |

## Situación
Situada en el valle del río Ubierna, dista 3 km de la capital del municipio, Quintanadueñas; cerca de la población se encuentra la antigua línea de ferrocarril Santander-Mediterráneo.

## Historia
Lugar que formaba parte, del Alfoz y Jurisdicción de Burgos en el partido de Burgos, uno de los catorce que formaban la Intendencia de Burgos durante el periodo comprendido entre 1785 y 1833, tal como se recoge en el Censo de Floridablanca de 1787. Tenía jurisdicción de abadengo dependiente del Hospital del Rey que nombraba su alcalde pedáneo.
Antiguo municipio de Castilla la Vieja en el Partido de Burgos código INE- 09459 que en el censo de la matrícula catastral contaba con 35 hogares y 110 vecinos. En 1970 contaba su término con una extensión superficial de 477 hectáreas albergando en un único núcleo de población 19 hogares y 70 vecinos. En 1976, este municipio desaparece porque se agrupa en el municipio 09907 Alfoz de Quintanadueñas.